# Nagasaki-præfekturet
Nagasaki-præfekturet (長崎県 Nagasaki-ken) er et præfektur i Japan.
Præfekturet ligger på den nordvestlige del af øen Kyūshū og omfatter også øer og øhave nordvest for Kyushu. Det har 1.307.309 (2021) indbyggere og et areal på 4.105 km2
. Hovedbyen er byen Nagasaki.